# Battersea Park Street Circuit

Banöversikt

Battersea Park är den första gaturacebanan i London. Två av tävlingarna i Formel E säsongen 2014/2015 helgen 27-28 juni. Banan är 2,92 km lång och har 15 kurvor. Den designades av Formel E:s evenemangsteam för Londonracet och den brittiske arkitekten Simon Gibbons. 19 februari godkändes evenemanget av kommunfullmäktige i London Borough of Wandsworth.